# Legislatuur
Een legislatuur (van het Latijn: lex, legis: wet) is het wetgevend lichaam of de wetgevende macht van een bepaald land.
In België, maar ook in Spanje, wordt de term legislatuur ook gebruikt als verkorte vorm van legislatuurperiode. Het is dan een synoniem voor zittingsperiode of regeerperiode, de periode waarin een parlement of een andere regelgevende vergadering (provincieraad, gemeenteraad enz.) geïnstalleerd is. De legislatuurperiode start bij de installatie van de vergadering na de verkiezing, en eindigt bij de ontbinding van de raad of het parlement.
De maximale duur van een legislatuurperiode is meestal grondwettelijk vastgelegd. Vaak bestaat de mogelijkheid om een legislatuur voortijdig te beëindigen (ontbinding van het parlement).
In de meeste landen is de lengte van de legislatuur van een parlement vier of vijf jaar. Soms is ze beduidend korter, zoals bij het Amerikaanse Huis van Afgevaardigden, dat elke twee jaar wordt vernieuwd.

## Voorbeelden
| Land/Regio       | Vergadering                                         | Duur                | Opmerkingen |
| ---------------- | --------------------------------------------------- | ------------------- | --- |
| België           | Federaal parlement                                  | 5 jaar              | |
| België           | Gemeenschappen en gewesten                          | 5 jaar              | |
| België           | Provincies en gemeenten                             | 6 jaar              | |
| Duitsland        | Bondsdag                                            | 4 jaar              | |
| Duitsland        | Landtage                                            | 5 jaar              | |
| Duitsland        | Bürgerschaft (Landdag Bremen en Hamburg)            | 4 jaar              | |
| Duitsland        | Bondsraad                                           | nvt                 | |
| Europese Unie    | Europees Parlement                                  | 5 jaar              | |
| Frankrijk        | Assemblée nationale                                 | 5 jaar              | |
| Frankrijk        | Sénat                                               | 6 jaar              | |
| Frankrijk        | Regio's                                             | 6 jaar              | |
| Frankrijk        | Departementen                                       | 6 jaar (2 × 3 jaar) | |
| Frankrijk        | Gemeenten                                           | 6 jaar              | |
| Nederland        | Eerste Kamer Tweede Kamer                           | 4 jaar              | |
| Nederland        | Provinciale Staten Kiescollege voor de Eerste Kamer | 4 jaar              | |
| Nederland        | Gemeenteraad Eilandsraad                            | 4 jaar              | |
| Nederland        | Waterschap                                          | 4 jaar              | |
| Spanje           | Cortes Generales (senaat en congres)                | 4 jaar              | In Spanje verwijst legislatuur (legislatura) eerder naar een zittings- of legislatuurperiode dan naar een wetgevend orgaan |
| Verenigde Staten | Huis van Afgevaardigden                             | 2 jaar              | |
| Verenigde Staten | Senaat                                              | 6 jaar (3 × 2 jaar) | |